# Trạm Jang Bogo
Trạm Jang Bogo nằm ở vịnh Terra Nova, Nam Cực là một trạm nghiên cứu hoạt động lâu dài của Hàn Quốc. Đây là căn cứ thứ hai của sứ chưong trình nghiên cứu Nam Cực của Hàn Quốc (sau trạm King Sejong), và là căn cứ đầu tiên nằm ở lục địa Nam Cực. Trạm này được hoàn thành vào tháng 2 năm 2014, trạm này có 23 người vào mùa Đông và 62 người vào mùa Hè trong một tòa nhà rộng 4000 mét vuông với 3 cánh, và là một trong những trạm thường trực lớn nhất ở Nam Cực.
Trạm này được đặt theo tên của một nhà cai trị hàng hải thế kỷ thứ tám của Hàn Quốc, nằm ở lãnh thổ phụ thuộc Ross và gần trạm Zucchelli của Ý. Trạm được Hyundai Engineering and Construction xây dựng, với vật liệu được vận chuyển từ Busan đến Lyttelton, New Zealand để chuyển sang tàu phá băng mới của Hàn Quốc, RS Araon.